# استان آیسن
استان آیسن (به [Provincia de Aisén] Error: {{Lang-xx}}: متن دارای نشانه‌گذاری ایتالیک است (راهنما)) یکی از چهار استان منطقه آیسن شیلی است. مرکز استان شهر پوئرتو آیسن است.